# Élections municipales de 2020 à Montreuil
Pour un article plus général, voir Élections municipales de 2020 dans la Seine-Saint-Denis.
Les élections municipales ont lieu le 15 mars 2020 à Montreuil.

## Mode de scrutin
Le mode de scrutin à Montreuil est celui des villes de plus de 1 000 habitants : la liste arrivée en tête obtient la moitié des 55 sièges du conseil municipal. Le reste est réparti à la proportionnelle entre toutes les listes ayant obtenu au moins 5 % des suffrages exprimés. Un deuxième tour est organisé si aucune liste n'atteint la majorité absolue et au moins 25 % des inscrits au premier tour. Seules les listes ayant obtenu aux moins 10 % des suffrages exprimés peuvent s'y présenter. Les listes ayant obtenu au moins 5 % des suffrages exprimés peuvent fusionner avec une liste présente au second tour.

## Sondages
| Sondeur       | Date                  | Échantillon | DVG   | DVG     | EÉLV     | PCF-PS-LFI-G·s | LR-LREM-Modem-SL | RN      | Autres |
| Sondeur       | Date                  | Échantillon | Yonis | Mamadou | Alphonse | Bessac         | Maze             | Jolivet |        |
| ------------- | --------------------- | ----------- | ----- | ------- | -------- | -------------- | ---------------- | ------- | ------ |
| Sondeur       | Date                  | Échantillon |       |         |          |                |                  |         |        |
| Ifop-Fiducial | 17 au 20 février 2020 | 605         | 3     | 9       | 20       | 48             | 11               | 7       | 2      |

N.B. :
- en gras sur fond coloré : le candidat arrivé en tête du sondage.
- en gras sur fond blanc : le candidat arrivé en deuxième position du sondage du premier tour

## Résultats
- Maire sortant : Patrice Bessac (FG)
- 55 sièges à pourvoir au conseil  municipal (population légale 2016 : 108 402 habitants)
- 2 sièges à pourvoir au conseil communautaire (Communauté d'agglomération Est Ensemble)

|                                                          |                          |                          |              |              |        |        |  |  |  |
| Tête de liste                                            | Tête de liste            | Liste                    | Premier tour | Premier tour | Sièges | Sièges |  |  |  |
| Tête de liste                                            | Tête de liste            | Liste                    | Voix         | %            | CM     | CC     |  |  |  |
|                                                          | Patrice Bessac           | PCF-PS-LFI-G.s           | 9 912        | 51,34        | 46     | 2      |  |  |  |
| Montreuil est une chance                                 |                          |                          | 9 912        | 51,34        | 46     | 2      |  |  |  |
|                                                          | Mireille Alphonse        | EÉLV                     | 3 108        | 16,10        | 5      | 0      |  |  |  |
| Montreuil, l’écologie aux responsabilités                |                          |                          | 3 108        | 16,10        | 5      | 0      |  |  |  |
|                                                          | Murielle Mazé            | LREM - LR - MoDem - SL   | 1 541        | 7,98         | 2      | 0      |  |  |  |
| Montreuil libre                                          |                          |                          | 1 541        | 7,98         | 2      | 0      |  |  |  |
|                                                          | Choukri Yonis            | DVG                      | 1 351        | 6,99         | 2      | 0      |  |  |  |
| Montreuil 2020, la Ville en commun (Movico)              |                          |                          | 1 351        | 6,99         | 2      | 0      |  |  |  |
|                                                          | Faïza Guidoum Bouziani   | DVG                      | 868          | 4,49         | 0      | 0      |  |  |  |
| Montreuil citoyen-ne                                     |                          |                          | 868          | 4,49         | 0      | 0      |  |  |  |
|                                                          | Mohammed Badi            | Sans étiquette           | 867          | 4,49         | 0      | 0      |  |  |  |
| Montreuil c'est vous                                     |                          |                          | 867          | 4,49         | 0      | 0      |  |  |  |
|                                                          | Julien Sojac             | NPA                      | 659          | 3,41         | 0      | 0      |  |  |  |
| Montreuil rebelle au service des luttes populaires       |                          |                          | 659          | 3,41         | 0      | 0      |  |  |  |
|                                                          | Manuel de Lavallée       | UPR                      | 305          | 1,57         | 0      | 0      |  |  |  |
| Le temps des montreuillois                               |                          |                          | 305          | 1,57         | 0      | 0      |  |  |  |
|                                                          | Aurélie Jochaud          | LO                       | 249          | 1,28         | 0      | 0      |  |  |  |
| Lutte ouvrière – Faire entendre le camp des travailleurs |                          |                          | 249          | 1,28         | 0      | 0      |  |  |  |
|                                                          | Nabil Ben Ghanem         | DVD                      | 245          | 1,26         | 0      | 0      |  |  |  |
| Montreuil Union centriste                                |                          |                          | 245          | 1,26         | 0      | 0      |  |  |  |
|                                                          | Christel Keiser          | POID                     | 199          | 1,03         | 0      | 0      |  |  |  |
| Montreuil 100 % services publics                         |                          |                          | 199          | 1,03         | 0      | 0      |  |  |  |
|                                                          |                          |                          |              |              |        |        |  |  |  |
| Votes valides                                            | Votes valides            | Votes valides            | 19 304       | 97,01        |        |        |  |  |  |
| Votes blancs                                             | Votes blancs             | Votes blancs             | 243          | 1,22         |        |        |  |  |  |
| Votes nuls                                               | Votes nuls               | Votes nuls               | 351          | 1,76         |        |        |  |  |  |
| Total                                                    | Total                    | Total                    | 19 898       | 100          | 55     | 2      |  |  |  |
| Abstention                                               | Abstention               | Abstention               | 39 203       | 66,33        |        |        |  |  |  |
| Inscrits / participation                                 | Inscrits / participation | Inscrits / participation | 59 101       | 33,67        |        |        |  |  |  |